# Felgueiras (Resende)
Felgueiras to Sołectwa gminy Resende, w Portugalii, leżąca w dystrykcie Viseu, w regionie Północ w podregionie Douro Sul. Powierzchnia 8,27 km², Liczba ludności (2001) 315 mieszk. Gęstość zaludnienia 38,1 mieszk./km².

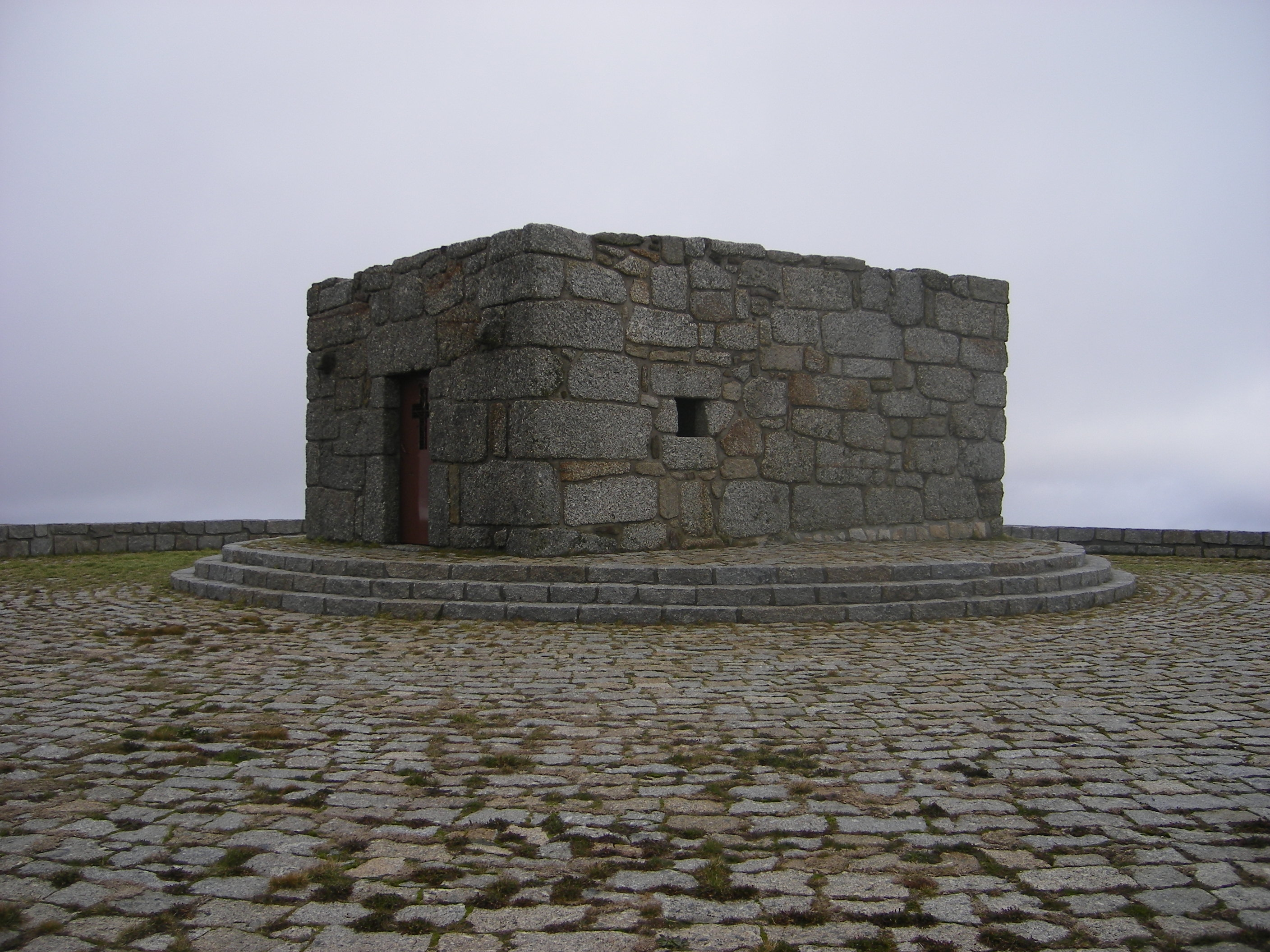
Felgueiras - Capela de São Cristóvão
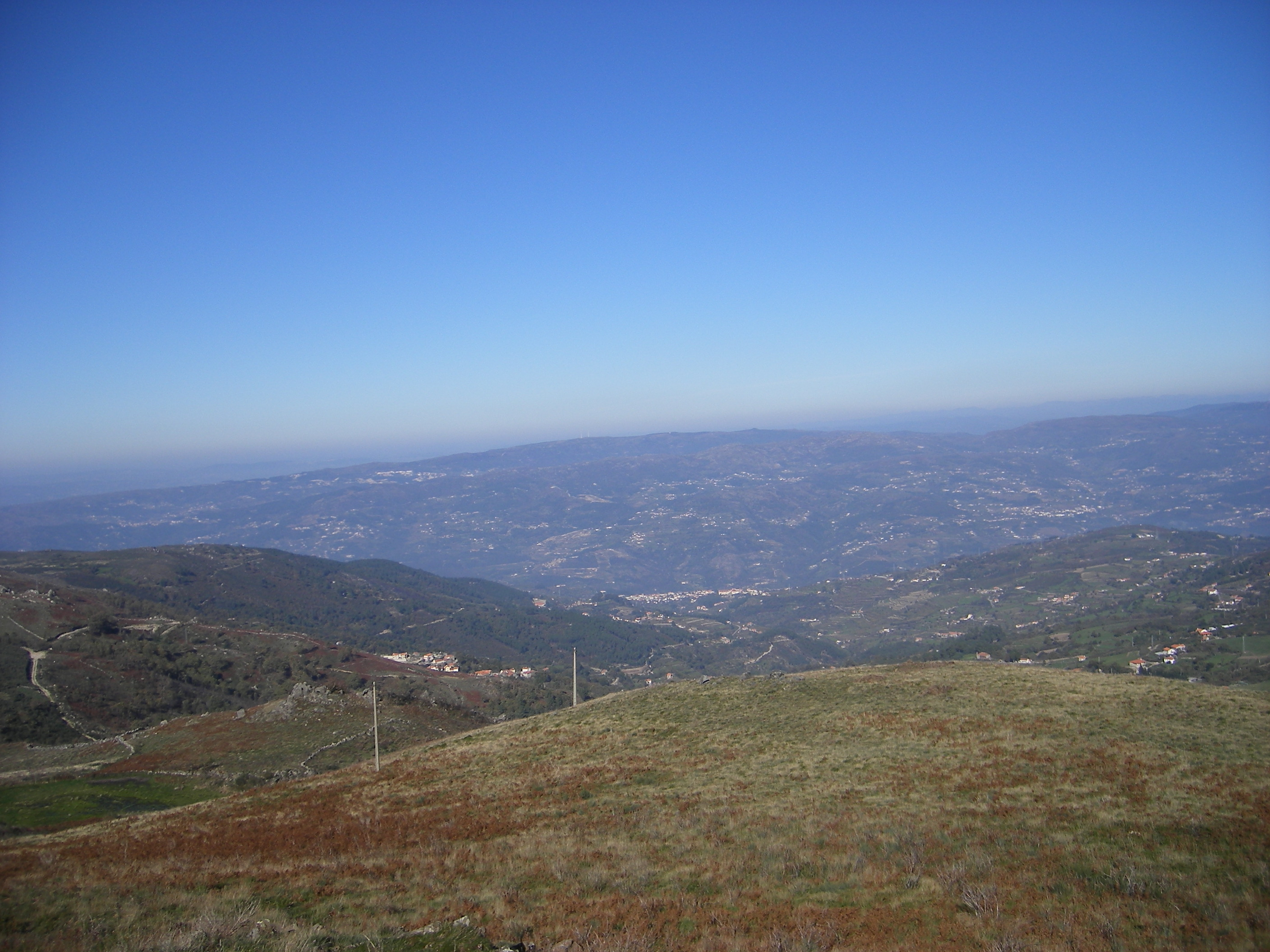
Felgueiras - Monte de São Cristóvão
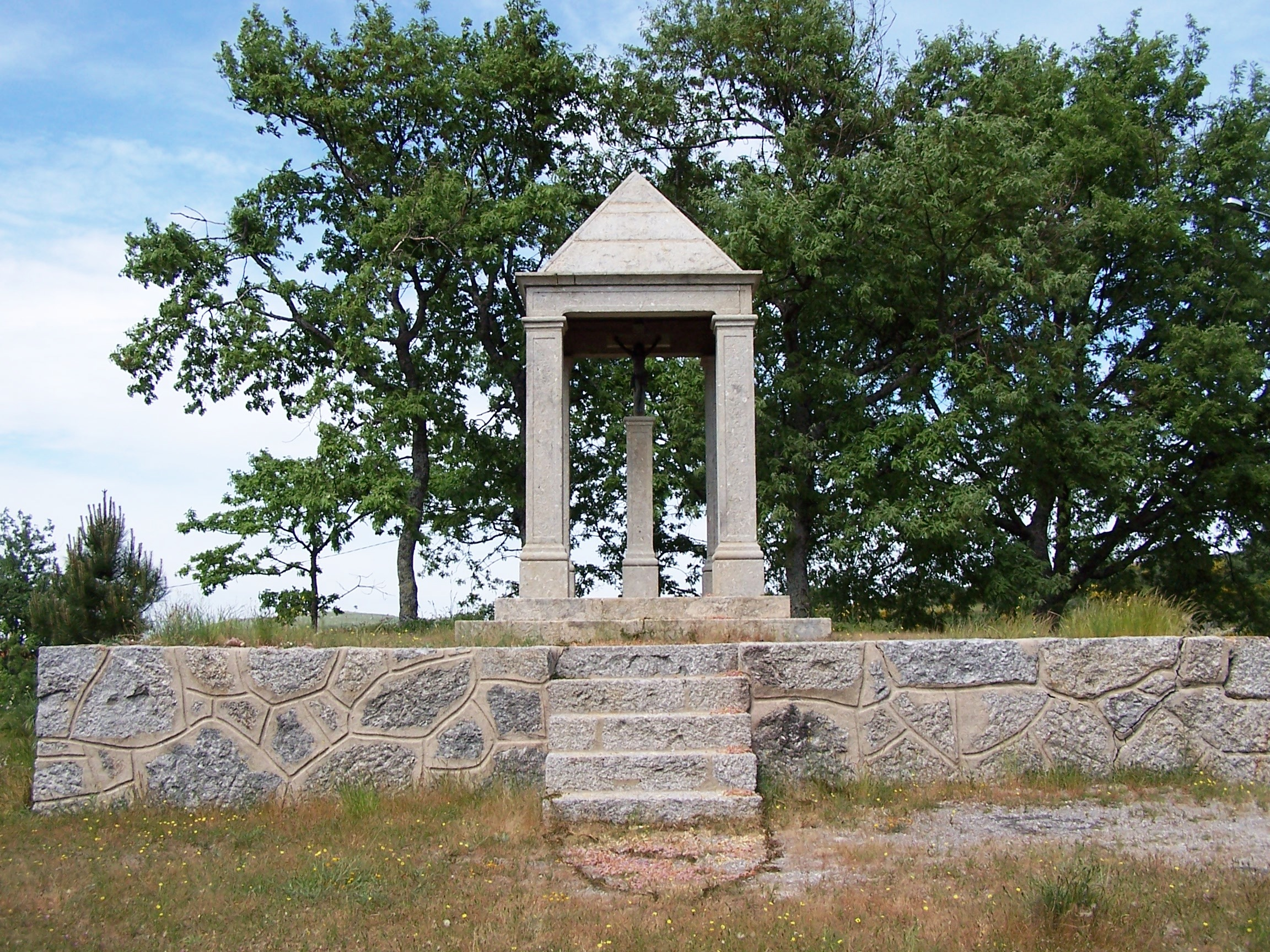
Felgueiras - Senhor dos Aflitos
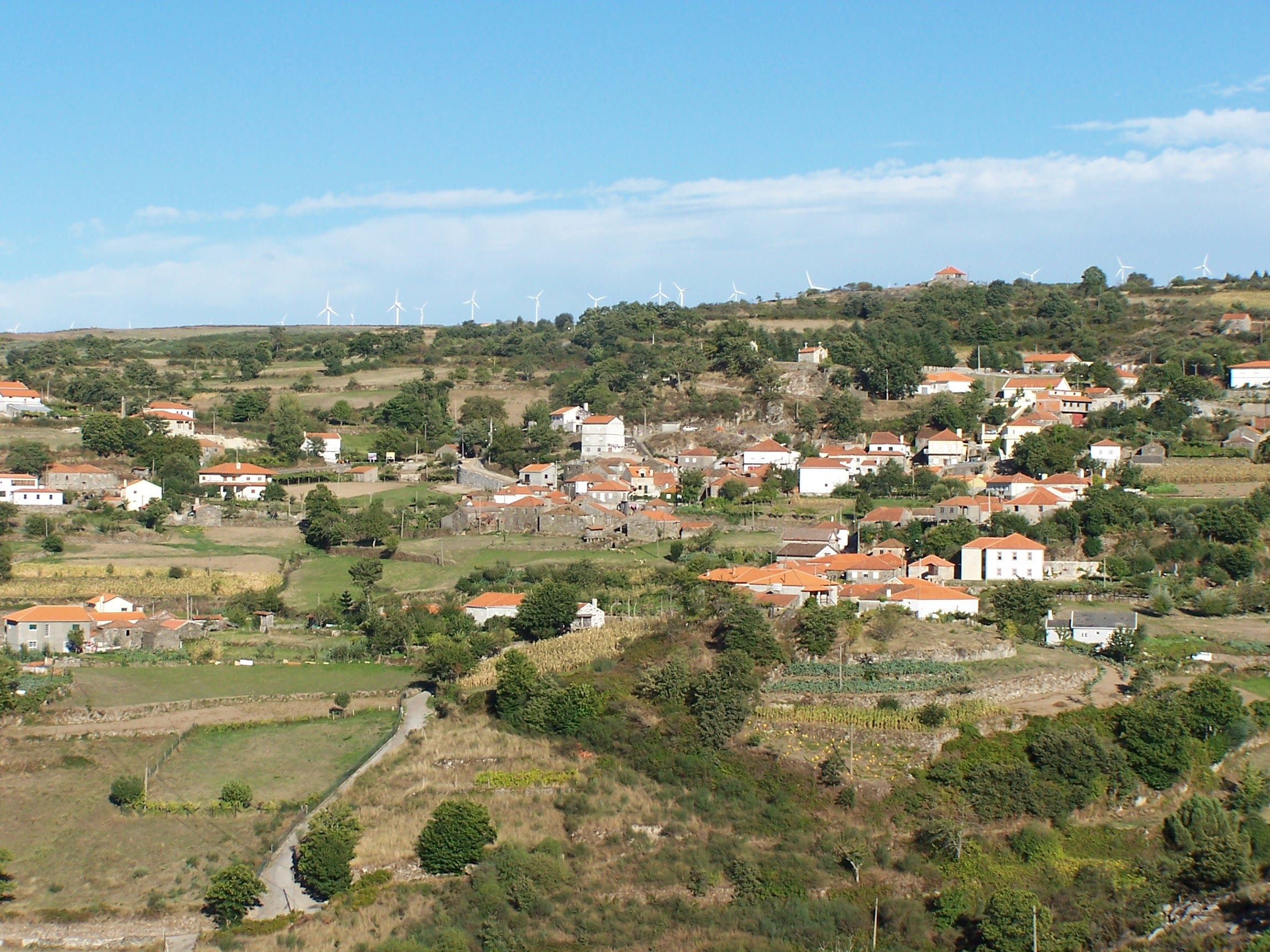
Aldeia de Felgueiras